# Frost/Nixon (soundtrack)
Frost/Nixon (Original Motion Picture Soundtrack) is de originele soundtrack, gecomponeerd door Hans Zimmer voor de film Frost/Nixon uit 2008 van Ron Howard. Het album werd uitgebracht op 16 december 2008 door Varèse Sarabande.
Aanvullende muziek werd gecomponeerd door Lorne Balfe. De muziek werd gemixt door Alan Meyerson en gemixt bij Remote Control Productions. Jacob Shea was technisch assistent. Martin Tillman was solist op de cello.

## Tracklijst
| Nr. | Titel                           | Geschreven                | Duur |
| --- | ------------------------------- | ------------------------- | ---- |
| 1.  | Watergate                       | Hans Zimmer               | 4:25 |
| 2.  | The Numbers                     | Hans Zimmer & Lorne Balfe | 1:54 |
| 3.  | Hello, Good Evening And Welcome | Hans Zimmer & Lorne Balfe | 1:31 |
| 4.  | Pardon The Phlebitis            | Hans Zimmer & Lorne Balfe | 1:45 |
| 5.  | Status                          | Hans Zimmer               | 3:59 |
| 6.  | Beverly Hilton                  | Hans Zimmer & Lorne Balfe | 2:24 |
| 7.  | Money                           | Hans Zimmer & Lorne Balfe | 2:47 |
| 8.  | Frost Despondent                | Hans Zimmer & Lorne Balfe | 2:29 |
| 9.  | Insanely Risky                  | Hans Zimmer & Lorne Balfe | 2:49 |
| 10. | Cambodia                        | Hans Zimmer               | 0:59 |
| 11. | Research Montage                | Hans Zimmer               | 3:03 |
| 12. | The Final Interview             | Hans Zimmer               | 2:17 |
| 13. | Nixon Defeated                  | Hans Zimmer & Lorne Balfe | 2:43 |
| 14. | First Ideas                     | Hans Zimmer               | 9:55 |

## Prijzen en nominaties
| Jaar | Prijs        | Categorie        | Genomineerde(n) | Uitslag     |
| ---- | ------------ | ---------------- | --------------- | ----------- |
| 2009 | Golden Globe | Beste filmmuziek | Hans Zimmer     | Genomineerd |